# مجموعه هنری بروس
مجموعه بروس (پناهگاه) (به انگلیسی: The Boros Collection) مجموعه‌ای خصوصی از هنر معاصر توسط کارن و کریستین بروس ایجاد شده که از سال ۲۰۰۸ در پناهگاه‌های دوران جنگ جهانی دوم (به نام Reichsbahnbunker) در برلین آلمان نمایش داده شده است. این مجموعه شامل آثار هنری در زمینه مجسمه‌سازی، عکاسی و نقاشی توسط هنرمندان معاصر بین‌المللی است. این آثار در پنج طبقه پناهگاه نصب شده‌اند که معمار یینس کاسپر به مجموعه ای از اتاق‌های جداگانه تبدیل شده است که در تمام طبقات ادامه دارد. در حالی که برخی از اتاق به شکل کلاسیک مکعب سفید فضا سازی شده‌اند، دیگر اتاقها هنوز دست نخورده و به همان شکل پناه گاه می‌باشند. در واقع به شکلی که مدتی به عنوان زندان کاربرد داشت. تمام فضاها دارای سیستم صوتی مجزا می‌باشند. هر نمایشگاه در پناهگاه علاوه بر این شامل آثار به نمایش درآمده شامل سایتی است که به فضاهای داخلی و تاریخی آنها اشاره می‌کند و مرتبط است.
برای بازدید از این مجموعه باید از طریق سایت مربوطه در قالب تورهای گروهی که در روزهای پنج شنبه تا یکشنبه برگزار می‌شود ثبت نام نمایید.
مجموعه جاری "مجموعه بوروس / بونکر (پناهگاه) برلین شماره ۳" در ماه مه سال ۲۰۱۷ افتتاح شد و کارهای اخیر و همچنین قطعات از دهه ۱۹۹۰ و ۲۰۰۰ را ارائه می‌دهد.

## مجموعه بوروس / بونکر (پناهگاه) برلین شماره ۳ (۲۰۱۷)
- Martin Boyce

- Andreas Eriksson
- Guan Xiao
- He Xiangyu
- Uwe Henneken
- Yngve Holen
- Sergej Jensen
- Daniel Josefsohn
- Friedrich Kunath
- Michel Majerus
- Fabian Marti
- Kris Martin
- Justin Matherly
- Paulo Nazareth
- Katja Novitskova
- Peter Piller
- Pamela Rosenkranz
- Avery Singer
- Johannes Wohnseifer

## مجموعه بروزیس / بونکر (پناهگاه) شماره دو برلین (۲۰۱۲–۲۰۱۶)
- Ai Weiwei

- Awst & Walther
- Dirk Bell
- Cosima von Bonin
- Marieta Chirulescu
- Thea Djordjadze
- Olafur Eliasson
- Alicja Kwade
- Klara Lidén
- Florian Meisenberg
- Roman Ondák
- Mandla Reuter
- Stephen G. Rhodes
- Thomas Ruff
- Michael Sailstorfer
- Tomás Saraceno
- Thomas Scheibitz
- Wolfgang Tillmans
- Rirkrit Tiravanija
- Danh Võ
- Cerith Wyn Evans
- Thomas Zipp

## هنرمندان مجموعه بوریس / بونکر (پناهگاه) برلین شماره یک (۲۰۰۸–۲۰۱۲)
- Michael Beutler

- John Bock
- Olafur Eliasson
- Elmgreen und Dragset
- Kitty Kraus
- Robert Kusmirowski
- Mark Leckey
- Manuela Leinhoß
- Sarah Lucas
- Kris Martin
- Henrik Olesen
- Manfred Pernice
- Daniel Pflumm
- Tobias Rehberger
- Anselm Reyle
- Bojan Sarcevic
- Santiago Sierra
- Florian Slotawa
- Monika Sosnowska
- Katja Strunz
- Rirkrit Tiravanija